# Norbert Egger (Politiker)

Norbert Egger (2012)

Norbert Egger (* 11. Oktober 1939 in Weinheim) ist ein deutscher Jurist und Kommunalpolitiker (SPD). Von 1989 bis 2005 war er Erster Bürgermeister der Stadt Mannheim.

## Leben und politischer Werdegang
Norbert Egger wurde am 11. Oktober 1939 als Sohn von Anna Egger, geborene Oswald, und ihrem Mann, dem Hausmeister Hans Egger, in Weinheim geboren. Nach dem Jura-Studium in München und Heidelberg trat er 1968 in das Rechtsamt der Stadt Mannheim ein, wo er schnell zum stellvertretenden Amtsleiter aufstieg. Parallel schloss er seine Doktorarbeit ab, wurde in Heidelberg zum Dr. jur. promoviert und engagierte sich für die SPD im Weinheimer Gemeinderat. 1977 kandidierte er für das Amt des Oberbürgermeisters in Sindelfingen.
Ab 1973 stand er an der Spitze des Mannheimer Liegenschaftsamts, bis er 1979 kaufmännischer Geschäftsführer der Gemeinnützigen Baugesellschaft Mannheim mbH (GBG) wurde.
Zum 1. März 1981 wechselte er als Leiter des Dezernats II zurück in die Stadtverwaltung: Als Bürgermeister war er für die Finanzen, das Wohnungswesen, die Energie- und Wasserversorgung sowie den Nahverkehr verantwortlich. Er gilt als einer der Wegbereiter des Verkehrsverbundes Rhein-Neckar.
Im Jahr 1989 wurde er als Nachfolger von Manfred David zum Ersten Bürgermeister der Stadt Mannheim gewählt. Dieses Amt hatte er bis zu seinem Ruhestand 2005 inne. Ihm folgte Mechthild Fürst-Diery nach.
Norbert Egger, verheiratet ab 1961 mit Margarete Egger, geborene Söhner, hat zwei Söhne, Hans-Jürgen und Norbert Egger.

## Engagements
Egger engagierte sich zudem im Deutschen Städtetag, auf EU-Ebene sowie für den wirtschaftlichen und kulturellen Austausch Mannheims insbesondere mit dem Fernen Osten. Er ist Ehrenbürger der chinesischen Millionen-Städte Zhenjiang, Qingdao und der Provinz Shandong und hat den Chinesischen Garten im Mannheimer Luisenpark auf den Weg gebracht.

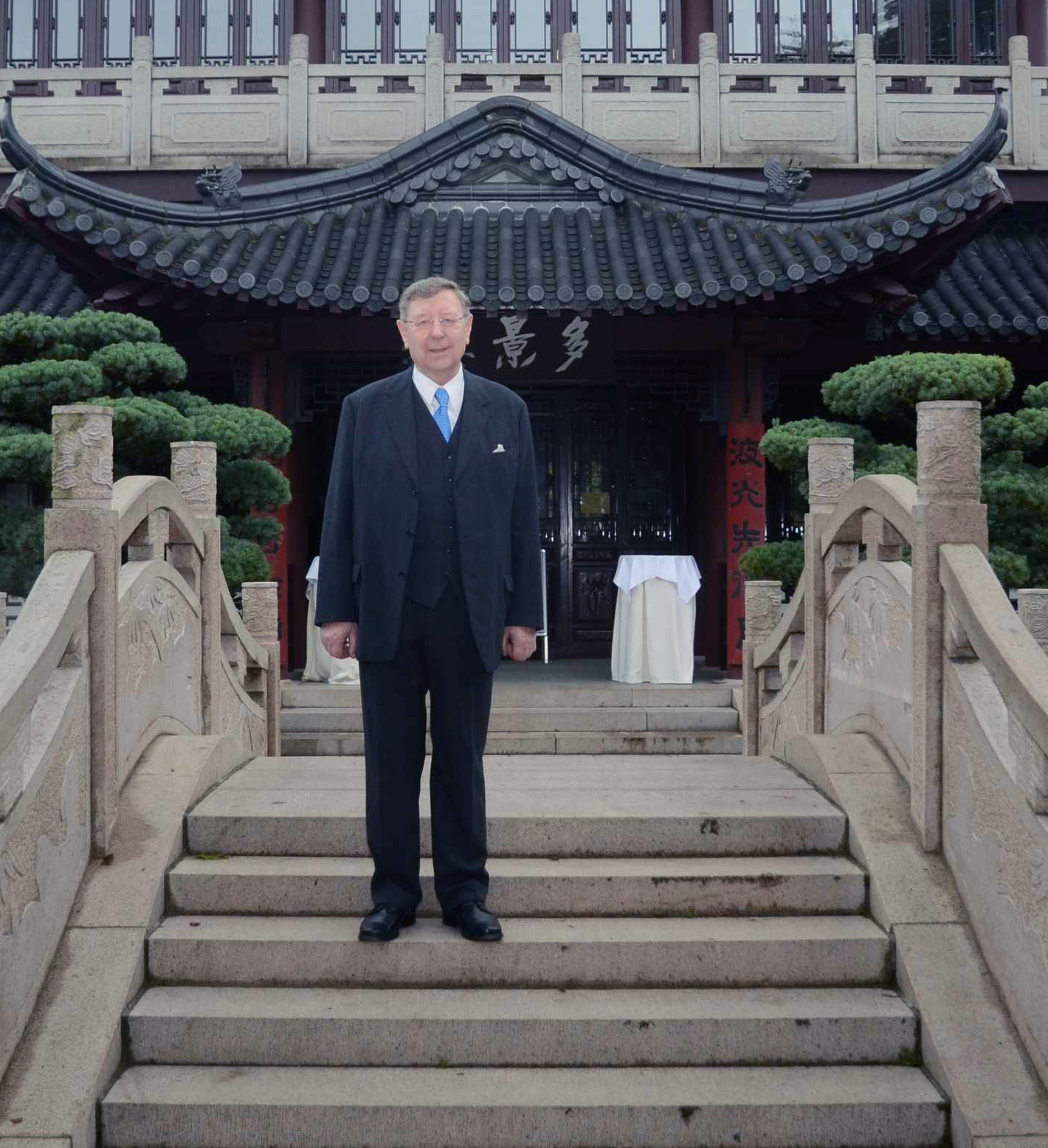
Norbert Egger vor dem Teehaus des Chinesischen Gartens im Mannheimer Luisenpark (2014)